# Шеєліт
Шеєліт — мінерал з групи шеєліту, що складається з кальцію, вольфраму і кисню, важлива руда вольфраму.

## Історія та етимологія
Шеєліт названо на честь шведського хіміка К. В. Шеєле (К.W.Scheele, 1742—1786), C.C.Leonhard, 1821.
Синоніми: камінь важкий, шеельшпат, тримонтит, тунгштейн.
Вперше мінерал згадується в середині 18 століття в різних мінералогічних записах. Серед іншого, німецькі шахтарі називали його як так званий «білий олов'яний ячмінь», оскільки він здебільшого був знайдений у парагенезисі з каситеритом («олов'яним каменем»). Шеєліт не містив олова, а також поводився в процесі плавлення так само, як вольфрам. 1760 року шведський хімік Аксель Фредерік Кронштедт увів термін «Тунгштейн», що в перекладі зі шведської мови означає високої густини — близько 6,1  г/см³ мінералу.
Аналіз хімічного складу мінералу виявився дуже важким через високу температуру плавлення вольфраму, і лише в 1781 році шведський хімік Карл Вільгельм Шеєле зумів виділити з мінералу вольфрамову килоту. Через два роки його учням вдалося виготовити металевий вольфрам з цієї кислоти.
Однак у мінеральній системі Авраама Готтлоба Вернера метал спочатку отримав назву «Шеель» (або «Шеліум») на честь Шеєле, тоді як мінерал значився під назвою «Шверштайн».
Його назва, яка діє й сьогодні, «Шееліт», була дана мінералу в 1821 році німецьким мінералогом Карлом Леонгардом (1779–1862). Однак, крім того, були в обігу різні синоніми.
Залізний рудник «Біспберг» поблизу міста Сетер у центральній Швеції вважається типовою місцевістю для шеєліту.

## Загальний опис
Сингонія тетрагональна. Тетрагонально-дипірамідальний вид. Форми виділення: зернисті вкраплення, суцільні зливні маси, кірки, кристали дипірамідального (псевдооктаедричного) габітусу розміром до 10 см, частіше — вкрапленість. Спайність ясна по (101), недосконала по (112). Густина 5,8-6,2. Твердість 4,5-5,5. Колір: безбарвний, білий, сірувато-білий з жовтим, коричневим та червоним відтінком, сірий до чорного. Блиск жирний, алмазний. Риса біла. Голубувато-біла люмінесценція в катодних променях. Крихкий. Злом раковистий, нерівний. Супутні мінерали: вольфраміт, гематит, молібденіт, кварц, вольфрамова руда. 
Асоціації: каситерит, вольфраміт, топаз, флюорит, апатит, турмалін, кварц (грейзен); гросуляр–андрадит, діопсид, везувіан, тремоліт.
Найбільші родовища пов'язані зі скарнами, де шеєліт асоціює з андрадитом, геденбергітом, епідотом, везувіаном, кальцитом, молібденом, іноді також з піротином, каситеритом, флюоритом. Зустрічається в гідротермальних рудних родовищах, ґрейзенах.
Поліморфізм: утворює серію з повелітом.

## Хімічний склад
Хімічна формула: Ca[WO4]. Шеєлі́т — мінерал, що складається з кальцію, вольфраму і кисню. Належить до класу мінералів вольфраматів. Хімічна формула CaWO4. Хімічний склад: WO3 — 80,6 %; CaO — 19,4 %. Містить домішки MoO8 (до 10 %), а також CuO (до 7 %), утворюючи відміну купрошеєліт, інколи рідкісні землі.
Звичайні ізоморфні домішки Мо (10-12 % CaMoO4 в молібдошеєліті), TR, Mn, Sr, Nb, Та, Cr, іноді F і Н2О; домішка Сu (до 7 % у купрошеєліті).

## Кристалографія
Сингонія тетрагональна, вид симетрії тетрагонально-біпірамідальний.

### Агрегати і габітус
Шеєліт зустрічається у вигляді зернистих вкраплень, друз і одиночних кристалів. Габітус кристалів біпірамідальний. Головними формами на них є {111} і {101}. У тих випадках, коли кристали шеєліту оточені тільки площинами біпіраміди {101}, дуже близької до форми октаедра, спостерігається октаедровидний габітус кристалів. Як рідкісний випадок відмічаємо таблитчастий габітус, обумовлений розвитком пінакоїда.
Часто відмічаються двійники проростання по (100); вони схожі на одиночні кристали, але пізнаються за перистою штриховкою або маленькими вхідними кутами між гранями {131} двох індивідів. Інколи спостерігаються паралельні зростання шеєліту з вольфрамітом.

## Фізичні властивості
Колір. Забарвлений в сірий, жовтий, бурий, чорний, іноді буроватозеленуватий і червоний кольори. Колір риси білий. Блиск жирнуватий, алмазний. Твердість 4,5. Питома вага 5,8-6,2. Крихкий. Злам раковистий, нерівний. Спайність досконала по (111).

### Відмінність від подібних мінералів
Шеєліт можна сплутати з кварцом і баритом. Відмінність: кварц має більшу твердість; барит відзначається кращою спайністю і має нижчу твердість та меншу питому вагу.

## Утворення і родовища
Промислові родовища шеєліту утворюються пневматолітовим і гідротермальним шляхом. У пневматолітових родовищах шеєліт зв'язаний з
У гідротермальних родовищах шеєліт знаходиться в підпорядкованій кількості у кварцових жилах разом з арсенопіритом, піритом, карбонатом і галенітом.
Одна з найважливіших руд вольфраму.
Кристали шеєліту із домішками рідкісноземельних металів можна використовувати у квантових генераторах світла.
Розповсюдження: Рудні гори, Саксонія (ФРН), Циннвацьд (Чехія), П'ємонт (Італія), Андалузія (Іспанія), Хуанкайя (Перу), а також в США (штат Аризона, Юта, Невада, Каліфорнія, Коннектикут та ін.), Санґдонґ (Півд. Корея), о. Кінга (Тасманія, Австралія), Ультевіс (Швеція), Хазліталь (Швейцарія), Корнуолл (Велика Британія) та інш. Збагачується г.ч. флотацією. Синтетичні кристали Ш. використовуються у лазерній техніці.

## Різновиди
Розрізняють:
- шеєліт мідний (1. Різновид шеєліту, який містить до 7 % CuO. 2. Суміш купротунгститу і шеєліту.);
- шеєліт молібденистий (зейригіт — різновид шеєліту з вмістом до 24 % МоО3);
- шеєліт свинцевистий (застаріла назва штольциту).